# Henry Wilde
Henry Tingle Wilde (Liverpool, 21 de setembro de 1872 – Oceano Atlântico, 15 de abril de 1912) foi um marinheiro britânico mais famoso por ter servido como o oficial chefe do RMS Titanic em 1912. Ele entrou para a White Star Line em 1897 e gradualmente subiu pelas fileiras da companhia até se tornar em 1911 o segundo em comando do RMS Olympic. Era casado, porém sua esposa morreu em 1910 junto com seus dois filhos mais novos.
Wilde foi nomeado no último minuto como o oficial chefe do Titanic em sua viagem inaugural. O oficial trabalhou no lançamento dos botes salva vidas quando o navio colidiu com um iceberg na noite do dia 14 de abril e começou a afundar, porém a liderança das operações de evacuação ficaram com os dois outros oficiais "sêniores": William Murdoch e Charles Lightoller. Pouco se sabe sobre as ações de Wilde durante o naufrágio, porém é claro que foi ele quem pediu permissão para fornecer armas aos oficiais a fim de evitar tumultos. Testemunhas afirmaram que ele foi visto pela última vez tentando soltar dois botes desmontáveis. Wilde morreu no desastre e seu corpo nunca foi encontrado ou identificado.

## Início de vida

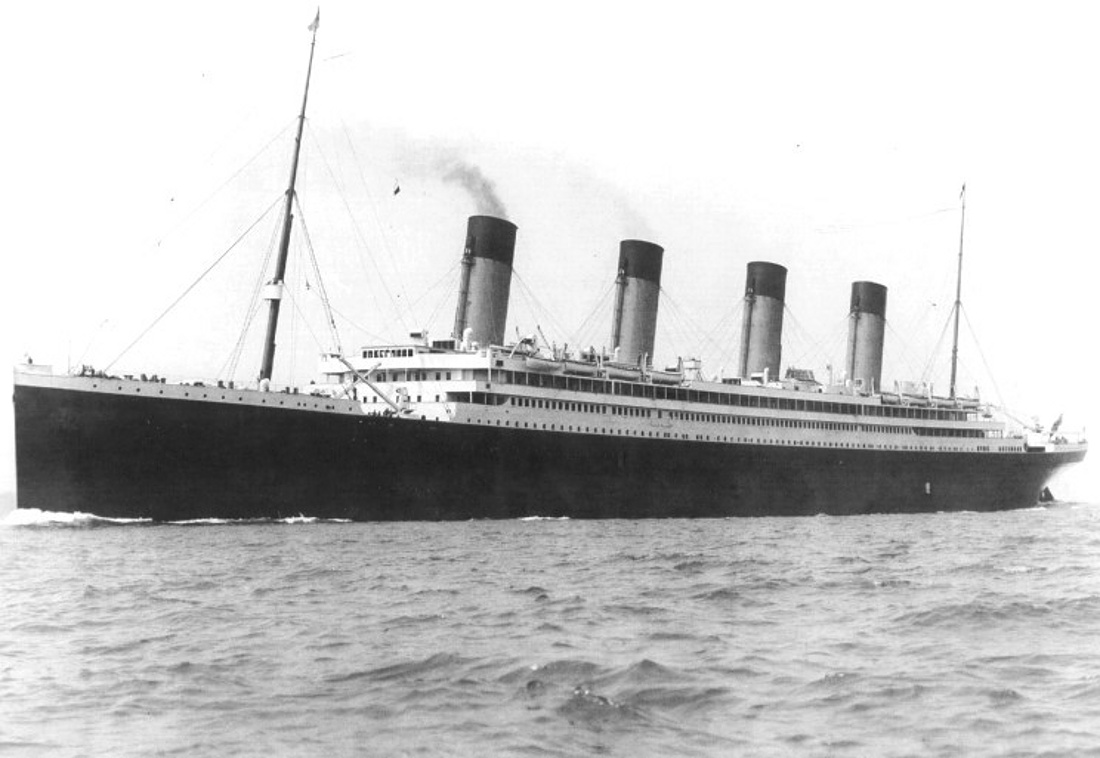
O Olympic, um dos navios em que Wilde serviu como oficial.

Henry Tingle Wilde nasceu em 21 de setembro de 1872 em Liverpool, Merseyside, Inglaterra, filho de Henry Wilde e Elizabeth Tingle. Ele começou seu aprendizado naval nos navios da Messrs. James Chambers & Co. de Liverpool, posteriormente se juntando à Maranhan Steamship Company como oficial. Ele entrou em julho de 1897 na White Star Line como oficial "júnior", trabalhando principalmente na rota transatlântica e em algumas vezes na rota para a Austrália. Wilde serviu no SS Arabic de junho a outubro de 1905, no RMS Celtic de dezembro de 1905 a abril de 1906, no SS Medic entre setembro de 1906 e abril de 1908 e no SS Cymric de junho até setembro de 1908. Ele mais tarde também se tornou tenente da Reserva da Marinha.
Wilde se tornou em agosto de 1911 o oficial chefe do RMS Olympic, trabalhando sob o capitão Edward Smith. Ele estava servindo abordo quando o navio colidiu com o cruzador HMS Hawke em 20 de setembro de 1911. Aquele era um momento particularmente difícil na vida pessoal de Wilde, já que sua esposa havia morrido em 24 de dezembro de 1910 e seus bebês gêmeos também morreram pouco depois, possivelmente de escarlatina. Ele ainda tinha uma irmã e outros quatro filhos: Jane, Harry, Arnold e Nancy.

## Titanic

### Mudança de oficiais
Wilde esperava permanecer como oficial chefe do Olympic em abril de 1912 sob o comando do capitão Herbert James Haddock, ainda mais porque outros oficiais qualificados como o primeiro oficial William Murdoch, o engenheiro chefe Joseph Bell, o médico William O'Loughlin e o comissário de bordo chefe Hugh McElroy haviam sido transferidos para o RMS Titanic, a mais nova adição à frota da White Star. Era a primeira vez que Haddock comandava um navio do tamanho do Olympic e Wilde acreditou que ele ficou para ajudar o novo capitão a se acostumar com a embarcação.
Entretanto, Wilde foi designado para o Titanic no último minuto como oficial chefe. Murdoch que seria o oficial chefe foi rebaixado para primeiro oficial, Charles Lightoller que seria o primeiro oficial virou o segundo, enquanto David Blair foi tirado de seu posto e não embarcou com a tripulação. Não se sabe se essas alterações foram solicitadas por Smith ou pela administração da empresa. Com essa mudança todos os oficiais mais graduados do Titanic também tinham servido no Olympic.
De qualquer forma, essa decisão criou duas consequências desagradáveis já que Haddock teve que comandar um navio grande sem oficiais de experiência nesse tipo de embarcação, enquanto Blair foi embora sem dizer para ninguém onde os binóculos do Titanic estavam guardados. Outros já afirmam que ele levou consigo a chave do armário dos binóculos e sua cópia, mas também é possível que a chave levada por Blair era de um dos telefones, e assim as chaves dos binóculos ficaram no navio. Isso criou confusão e ressentimento dentre a tripulação. Lightoller em suas memórias fala da "[infeliz] mudança questionável".

### Viagem
Wilde foi para Southampton em 9 de abril de 1912 e chegou ao navio às 6h do dia seguinte. Antes da partida ele ficou responsável pela verificação dos equipamentos e provisões, a fim de garantir que o Titanic no geral estava pronto para seguir viagem. Wilde e Lightoller também ficaram responsáveis em guiar as manobras para tirar o navio do porto. Ele enviou uma carta para sua irmã no dia 11 de abril enquanto a embarcação estava parada em Queenstown, dizendo que "Eu realmente não gosto deste navio ... Tenho um sentimento estranho sobre ele". O oficial trabalhava durante a viagem dàs 2h até às 6h e entre às 14h e às 18h, também ficando encarregado de manter o diário de bordo. Seus turnos do dia 14 de abril passaram sem incidentes; não se sabe o que Wilde estava fazendo no momento da colisão com o iceberg.

### Naufrágio

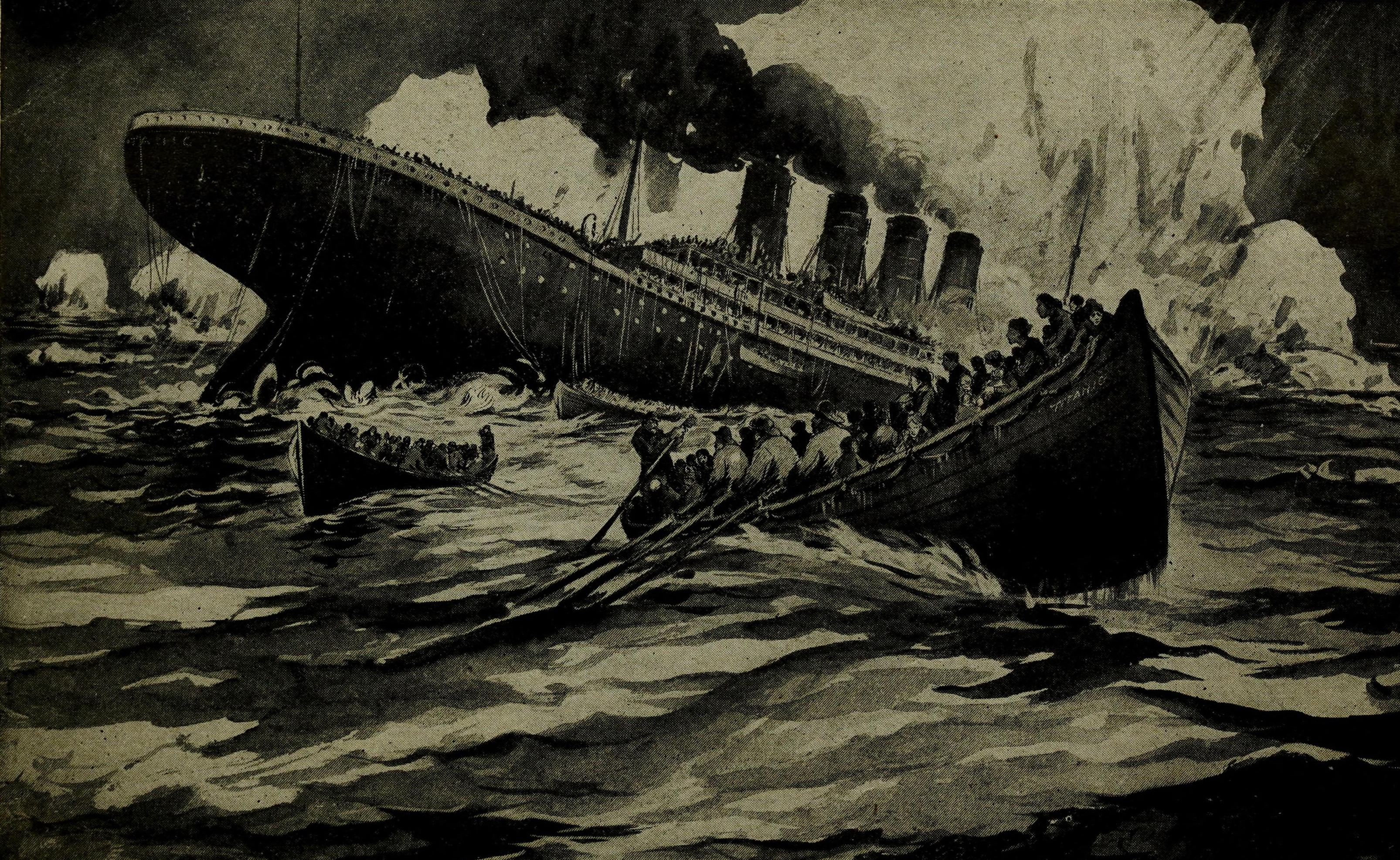
O naufrágio do Titanic por W. Sihmedtgen em 1912.

Wilde foi para a proa depois da colisão, não encontrando danos. Ele fez seu relatório na ponte e em seguida foi inspecionar os compartimentos frontais do Titanic junto com Smith e Thomas Andrews, o projetista do navio. O oficial então cuidou dos preparos dos botes salva vidas no lado bombordo, porém Lightoller rapidamente tomou o comando das operações de evacuação, tendo anteriormente passado por uma experiência de naufrágio.
Wilde é citado por poucos sobreviventes e suas ações durante o naufrágio permanecem um mistério. O ressentimento pela mudança de hierarquia também se refletiu durante o afundamento, com Murdoch e Lightoller sempre pedindo confirmação de suas ordens com Smith. Wilde mesmo assim trabalhou durante toda a noite para carregar e lançar os botes salva vidas, ordenando por volta dàs 1h30min que o quinto oficial Harold Lowe assumisse o comando do bote nº 14. Também foi ele quem pediu para Lightoller distribuir armas de fogo para os oficiais. O fato dele ter pedido pelas armas é significativo para mostrar a tensão a bordo, uma vez que, segundo um testemunho, Wilde era uma pessoa de aparência "intimidadora". Arthur Godfrey Peuchen relatou que o oficial impediu sozinho que um grupo de bombeiros e foguistas embarcassem em um dos botes, já que a ordem era de mulheres e crianças apenas.
Depois disso ele foi para estibordo ajudar no carregamento do bote desmontável C, conforme Joseph Bruce Ismay relatou em seu testemunho, e então para bombordo para o desmontável D. Wilde tentou em vão lança-lo com Lightoller no comando, porém o segundo oficial se recusou a deixar o Titanic. Ele em seguida foi para os desmontáveis A e B, que ficavam posicionados em cima do alojamento dos oficiais sem nenhum equipamento para baixá-los. Durante o naufrágio Wilde percebeu que o navio tinha uma tendência para adernar para o lado estibordo, assim teria ordenado que todos fossem para o lado bombordo a fim de tentar equilibrá-lo.
Alguns relatos dizem que Wilde foi visto pela última vez na ponte de comando fumando um cigarro, sem esboçar nenhuma vontade de salvar sua vida, enquanto certos historiadores e pesquisadores levataram a hipótese de que ele tenha cometido suicídio. Ele acabou morrendo no naufrágio e seu corpo, se foi encontrado, nunca foi identificado. Sua família recebeu uma compensação a partir de um fundo criado em apoio às vítimas do naufrágio. Um cenotáfio e um obeslico em sua homenagem foram erguidos no Cemitério de Kirkdale em Liverpool com a inscrição: "Capitão Henry T. Wilde, RNR Oficial Chefe Interino que Encontrou sua Morte no Desastre do SS Titanic. Um dos Heróis Britânicos".

## Legado
Wilde era considerado "um dos homens mais corajosos que já pisaram em um convés", sendo altamente estimado pelos executivos da White Star Line e pelo capitão Smith. Alguns documentos da época do naufrágio indicam que Wilde estava prestes a ser promovido a capitão, porém uma greve dos mineiros de carvão em 1912 fez a companhia adiar esses planos e considerar transferí-lo para o Titanic temporariamente.
Sua família e descendentes permanecerem em silêncio a seu respeito até 2012, o centenário do naufrágio. Seu neto Chris Bayliss finalmente veio a público falar sobre Wilde e também mostrou a grande coleção de artefatos pertencentes ao seu avô, que incluem fotografias, certificados de nascimento e casamento, cartas particulares e até mesmo um chapéu de oficial da White Star Line. Bayliss afirmou que em suas últimas cartas Wilde demonstrava hesitação e um sentimento ruim ao embarcar no Titanic.